# Discocalyx fusca
Discocalyx fusca är en viveväxtart som beskrevs av L. S. Gibbs. Discocalyx fusca ingår i släktet Discocalyx och familjen viveväxter. Inga underarter finns listade i Catalogue of Life.